# Takumi Saitō (athlétisme)
Pour les articles homonymes, voir Takumi Saito (acteur).
Takumi Saitō (né le 23 mars 1993 à Kaita, Hiroshima) est un athlète japonais, spécialiste de la marche.
En 2012, il termine sur le podium des Championnats du monde juniors d'athlétisme 2012, après disqualification du Russe arrivé devant lui.
Le 17 février 2013, il porte son meilleur temps sur 20 km à 1 h 20 min 5 s à Kobé. Le 11 août 2013, il est finaliste (5e) lors des championnats du monde à Moscou. Le 7 mai 2016, il termine 29e du 20 km lors des Championnats du monde par équipes à Rome, en 1:22:26.
Il étudie à l'université Tōyō.